# Kathleen Cassello
Kathleen Cassello, née le 3 août 1958 à Wilmington (Delaware) et morte le 12 avril 2017 à Munich (Allemagne), est une chanteuse lyrique américaine.

## Biographie
Kathleen Ann Cassello est née en 1958 à Wilmington dans le Delaware (États-Unis). En 1985, elle remporte le premier prix au concours Mozart de Salzbourg. Elle intègre ensuite la troupe du Théâtre national de Karlsruhe de 1987 à 1989 et se distingue notamment dans les rôles de Donna Anna dans Don Giovanni, Mimi (La Bohème) et Lucia di Lammermoor. C'est dans ce dernier rôle qu'on l'acclame à Rome et Séville aux côtés d'Alfredo Kraus. Elle incarne par la suite Manon de Jules Massenet à Metz, et de nouveau Lucia di Lammermoor à Sao Paolo et à Marseille face à Ramon Vargas.
Viennent ensuite les grandes tournées internationales, notamment de gala et récital ainsi que l'attachement pour la cité phocéenne. 
Dans les années 1990, elle forme avec Kallen Esperian et Cynthia Lawrence « les 3 sopranos » face aux trois ténors Plácido Domingo, José Carreras et Luciano Pavarotti. 
Cassello débute à La Scala en 1994 dans La Traviata, sous la direction de Riccardo Muti. En France, on l'entend à Toulouse dans Louise, dirigé par Michel Plasson, à Orange dans La Traviata et Rigoletto face à Roberto Alagna puis dans Lucia di Lammermoor en 1997. Elle entretient avec Marseille une relation étroite, où elle se produit dans ses plus grands rôles : Manon, Thaïs, Elisabetta, Marguerite, ou encore Madame Butterfly.